# Licuala grandis
Licuala grandis (ở Việt Nam thường được gọi là Cọ nhật hay Kè nhật) là loài thực vật có hoa thuộc họ Arecaceae. Loài này được H.Wendl. mô tả khoa học đầu tiên năm 1880. Đây là một loài cây có nguồn gốc từ Vanuatu , một quốc đảo ở Thái Bình Dương. Loài cây này phát triển ở tầng dưới của rừng mưa nhiệt đới nguyên sinh và thứ sinh. Cây tạo ra các cụm hoa lưỡng tính. Cây có quả màu xanh tròn, màu đỏ khi chín, mỗi quả chứa một hạt.

## Hình ảnh

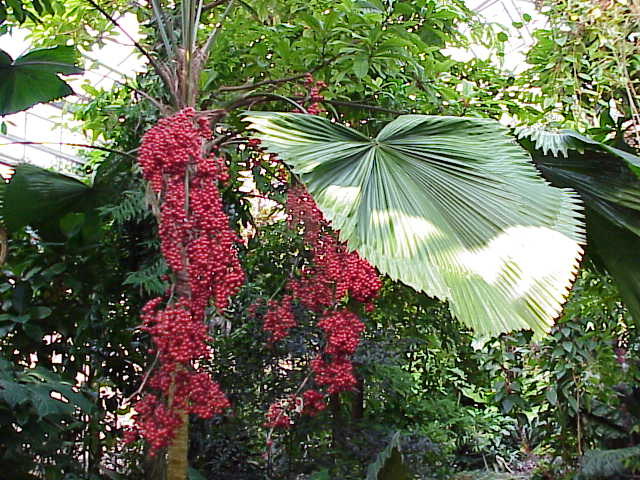
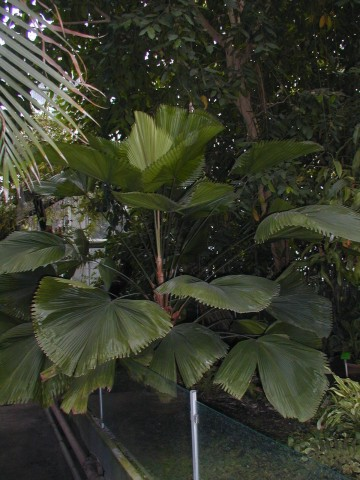
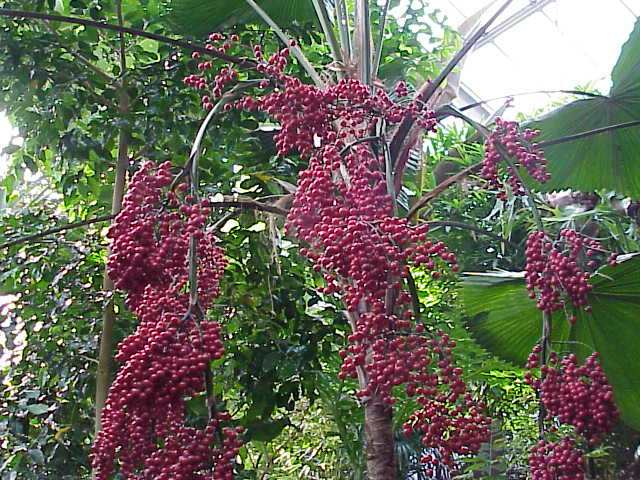
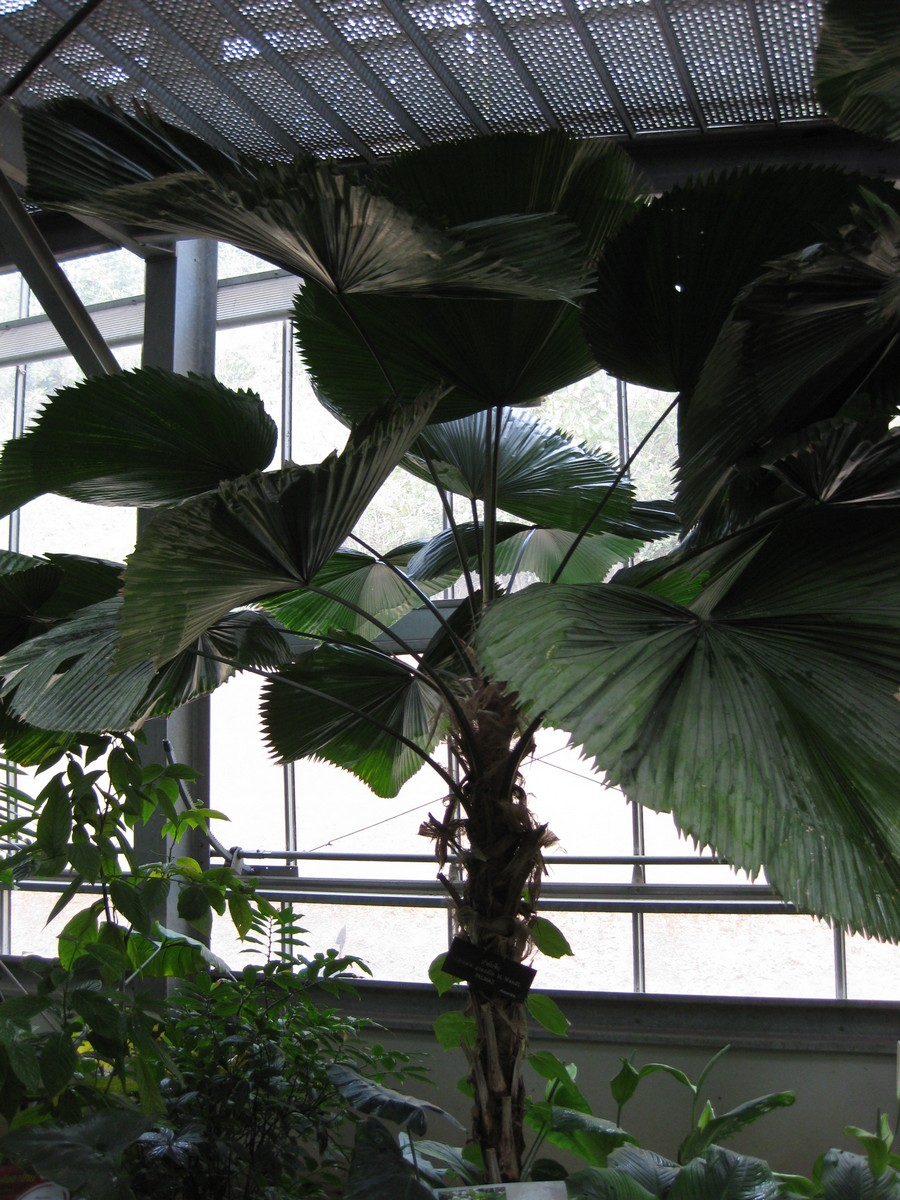